# Symbiosism
Symbiosism är en darwinistiskt influerad teori som menar att språket är en organism i den mänskliga hjärnan.
Språket antas enligt teorin vara en memetisk livsform. Detta innebär att språket fortlever genom den oavbrutna tillväxten och vidareförmedlingen av betydelser i form av mem. Med mem avses betydelse såsom en isofunktionell, neuroanatomisk konstruktion (vilket motsvarar Saussures tecken). 